# Zhong Ren
König Zhōng Rén (chinesisch 中壬, auch Yān Rén (chinesisch 燕壬), Gōng Rén (chinesisch 工壬), Qí Rén (chinesisch 其壬), Nán Rén (chinesisch 南壬); † 1730 v. Chr.) herrschte als dritter König der Shang-Dynastie für vier Jahre über China. Er war der dritte Sohn von König Tang sowie Tai Dings und Bu Bings jüngerer Bruder.

## Leben
In den Aufzeichnungen des Großen Historikers wurde er von Sima Qian als dritter Shang-König aufgeführt, als Nachfolger seines Vaters Tang (唐) und seines älteren Bruders Wai Bing.
Er wurde im Jahr Dingchou (丁丑) – mit Yi Yin (伊尹) als Premierminister und Bo (亳) als Hauptstadt – inthronisiert. Er regierte 4 Jahre lang, bevor er starb.
Er erhielt posthum den Namen Zhong Ren (仲壬) und wurde von seinem Neffen Tai Jia (太甲) abgelöst. Die Thronanwärterfolge der Shang-Dynastie bestand in der Regelung, dass zunächst die jüngeren Brüder und dann schließlich der Sohn den Thron bestiegen. Demnach war Tai Jia, der Sohn von Tai Ding, Zhong Rens Nachfolger.
Orakelknocheninschriften, die in Yinxu ausgegraben wurden, führen ihn nicht als einen der Shang-Könige auf.